# إعلان المملكة المتحدة الحرب على ألمانيا النازية

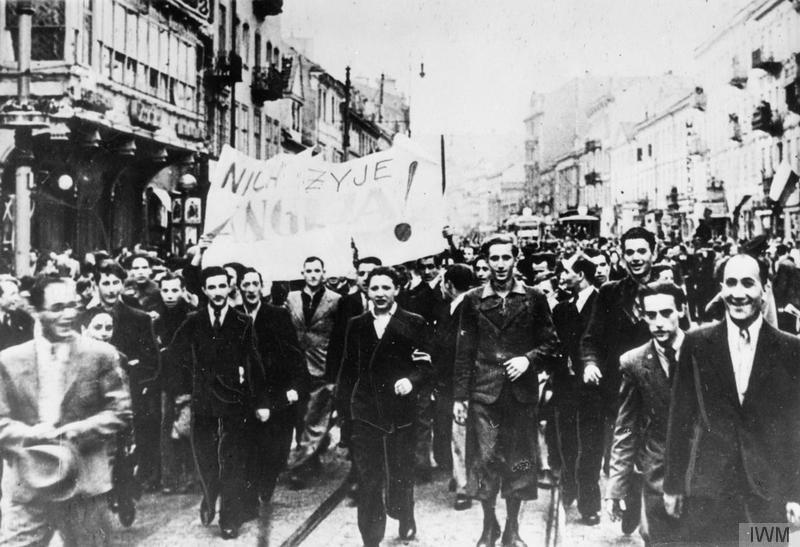
البولنديون يسيرون في وارسو، بعد أن أعلنت بريطانيا الحرب على ألمانيا، أثناء غزو بولندا. تقول اللافتة "تحيا إنجلترا".

في 3 سبتمبر 1939، أعلنت المملكة المتحدة الحرب على ألمانيا النازية - بعد يومين من الغزو الألماني لبولندا.  وأعلنت فرنسا أيضًا الحرب على ألمانيا في وقت لاحق من نفس اليوم.
تم إعلان حالة الحرب للشعب البريطاني في بث إذاعي الساعة 11 صباحًا من قبل رئيس الوزراء نيفيل تشامبرلين.
في صباح هذا اليوم، سلم السفير البريطاني في برلين للحكومة الألمانية مذكرة أخيرة تفيد بأنه ما لم نسمع منهم بحلول الساعة الحادية عشرة أنهم مستعدون على الفور لسحب قواتهم من بولندا، فإن حالة الحرب سوف تستمر بيننا. ويتعين علي أن أخبركم الآن أنه لم يتم تلقي مثل هذا التعهد، وبالتالي فإن هذا البلد في حالة حرب مع ألمانيا.

## السياق التاريخي
في ختام الحرب العالمية الأولى، وقعت الإمبراطورية الألمانية هدنة 11 نوفمبر 1918 لإنهاء الأعمال العدائية مع فرنسا وبريطانيا والولايات المتحدة خلال الثورة الألمانية 1918-1919، والتي بدأت في 29 أكتوبر 1918.
بدأت المفاوضات بين القوى المتحالفة بشأن أوروبا ما بعد الحرب في 18 يناير/كانون الثاني 1919 في قاعة الساعة بوزارة الخارجية الفرنسية في كي دورسيه في باريس. وشارك في المفاوضات سبعون مندوباً من 27 دولة. تم استبعاد الدول المتعارضة للإمبراطورية الألمانية والإمبراطورية النمساوية المجرية من المفاوضات. في البداية، عقد "مجلس العشرة" الذي يضم مندوبين من كل من بريطانيا وفرنسا والولايات المتحدة وإيطاليا واليابان اجتماعا رسميا لتحديد شروط السلام. وأصبحت المنظمة "الأربعة الكبار" عندما انسحبت اليابان واجتمع كبار الشخصيات من الدول الأربع الأخرى في 145 جلسة مغلقة لاتخاذ جميع القرارات الرئيسية التي يتعين التصديق عليها من قبل الجمعية بأكملها. في يونيو 1919، أعلن الحلفاء أن الحرب سوف تستأنف إذا لم توقع الحكومة الألمانية على المعاهدة التي اتفقوا عليها فيما بينهم. ولم تتمكن الحكومة برئاسة فيليب شيدمان من الاتفاق على موقف مشترك، واستقال شيدمان نفسه بدلاً من الموافقة على توقيع المعاهدة. أرسل غوستاف باور، رئيس الحكومة الجديدة، برقية يعلن فيها نيته التوقيع على المعاهدة إذا تم سحب بعض المواد، بما في ذلك المواد 227 و230 و231. ردًا على ذلك، أصدر الحلفاء إنذارًا نهائيًا ينص على أن ألمانيا يجب أن تقبل المعاهدة أو تواجه غزوًا من قوات الحلفاء عبر نهر الراين في غضون 24 ساعة. في 23 يونيو 1919، استسلم باور وأرسل برقية ثانية تؤكد وصول وفد ألماني قريبًا للتوقيع على المعاهدة.
في 28 يونيو 1919، وقعت ألمانيا معاهدة فرساي، وهي معاهدة سلام أنهت حالة الحرب الرسمية وفرضت تدابير عقابية مختلفة على ألمانيا، بما في ذلك القيود العسكرية، وخسارة الأراضي والمستعمرات، وتعويضات الحرب، والقبول الفعلي باللوم على بدء الأعمال العدائية في الحرب العالمية الأولى. في وقت الهدنة، وفي المراحل الأولى من الثورة الألمانية، انتقلت السلطة مؤقتًا إلى قادة الحزب الديمقراطي الاجتماعي، وتم الإعلان عن تنازل إمبراطور ألمانيا عن العرش في 9 نوفمبر 1918، وتم تأسيس ما أصبح يُعرف باسم جمهورية فايمار لاحقًا من خلال جمعية وطنية تأسيسية.  كان التحول من النظام الملكي إلى الجمهورية صعباً، ولم يكن الكثيرون في الجمهورية الجديدة داعمين للنظام الديمقراطي للحكومة. لم تقدم طبقة الضباط سوى القليل من الدعم للجمهورية، واضطرت ألمانيا إلى اقتراض المال من الولايات المتحدة وغيرها من الدول لسداد ديونها الحربية التي فرضتها عليها معاهدة فرساي. في أوائل عشرينيات القرن العشرين، أدت فترة التضخم المفرط إلى جعل المارك عديم القيمة تقريبًا. في يناير 1922، كان الدولار الأمريكي الواحد يساوي 191 ماركًا، ولكن بحلول نوفمبر من نفس العام أصبح يساوي 4,200,000,000 مارك. 
في 30 يناير 1933، تم تعيين أدولف هتلر مستشارًا للرايخ بعد انتخابات مثيرة للجدل. تحت قيادة هتلر، حول الرايخستاغ الحكومة إلى دكتاتورية فعالة تحت إشراف هتلر في 21 مارس 1933 مع إقرار قانون التمكين لعام 1933، وتم تقليص الصعوبات الاقتصادية بشكل كبير من خلال تنفيذ سياسات اقتصادية واجتماعية جديدة. بعد خمس سنوات في السلطة، ضم هتلر النمسا، المكون السابق للإمبراطورية النمساوية المجرية (حلفاء الإمبراطورية الألمانية السابقة)، إلى ألمانيا، على الرغم من حظر مثل هذا الفعل (على وجه التحديد، "حظر اندماج النمسا مع ألمانيا دون موافقة عصبة الأمم") بموجب كل من معاهدة سان جيرمان أونلي ومعاهدة فرساي. في أوائل نوفمبر 1938، تم توقيع قرار فيينا الأول، مما سمح لألمانيا بالاستيلاء على منطقة السوديت، وهي منطقة ناطقة بالألمانية في تشيكوسلوفاكيا والتي كانت جزءًا من الإمبراطورية النمساوية المجرية المتحالفة مع الإمبراطورية الألمانية. وبعد فترة وجيزة، غزت ألمانيا بقية تشيكوسلوفاكيا واستولت أيضًا على ميميلاند (جزء من الإمبراطورية الألمانية السابقة من عام 1871 إلى عام 1920) من خلال الإنذار النهائي الألماني إلى ليتوانيا عام 1939 .
قدمت قوتان غربيتان، المملكة المتحدة وفرنسا، ضمانات لبولندا بأنهما ستعلنان الحرب إذا تعرض استقلال بولندا للتهديد، كما ورد في بيان قدمه رئيس الوزراء البريطاني نيفيل تشامبرلين إلى مجلس العموم في 31 مارس 1939 (تم إضفاء الطابع الرسمي عليه من قبل البريطانيين في 6 أبريل 1939؛ ولم يتم التصديق عليه حتى 4 سبتمبر 1939 من قبل الفرنسيين):
... في حالة حدوث أي عمل يهدد بوضوح استقلال بولندا، والذي اعتبرته الحكومة البولندية وفقًا لذلك أمرًا حيويًا لمقاومته بقواتها الوطنية، فإن حكومة جلالة الملك ستشعر بأنها ملزمة على الفور بتقديم كل الدعم في حدود سلطتها للحكومة البولندية. لقد أعطت الحكومة البولندية ضمانًا بهذا الشأن.
أود أن أضيف أن الحكومة الفرنسية قد فوضتني لتوضيح أنها تقف في نفس الموقف في هذه المسألة مثل حكومة جلالة الملك.

## بعد اعلان الحرب
بدأت البحرية الملكية البريطانية حصارًا بحريًا لألمانيا في 4 سبتمبر. وعلى الرغم من أن بريطانيا وفرنسا احترمتا هذه الضمانات بإعلان الحرب بعد يومين من غزو ألمانيا لبولندا في الأول من سبتمبر/أيلول 1939،  وسارعت دول الإمبراطورية البريطانية إلى اتباع نفس النهج، فإن المساعدة العملية التي قُدِّمت لبولندا، التي سرعان ما هُزمت، كانت ضئيلة للغاية، حتى أن الحرب التي أعلنتها بريطانيا وفرنسا وصفت في مراحلها الأولى بأنها "حرب زائفة".
وعلاوة على ذلك، لم تعلن الإمبراطورية البريطانية ولا الفرنسية الحرب على الاتحاد السوفييتي، الذي غزا بولندا في 17 سبتمبر/أيلول 1939 (بعد 16 يوما من غزو ألمانيا النازية من الغرب). اتصل السفير البولندي في لندن، إدوارد برنارد راشينسكي، بوزارة الخارجية البريطانية للإشارة إلى أن البند 1 (ب) من الاتفاقية، الذي يتعلق بـ "العدوان من قبل قوة أوروبية" على بولندا، يجب أن ينطبق على الغزو السوفييتي. ورد وزير الخارجية اللورد هاليفاكس بأن التزام الحكومة البريطانية تجاه بولندا الناشئ عن الاتفاقية الأنجلو-بولندية كان مقتصراً على ألمانيا، وفقاً للبند الأول من البروتوكول السري.  سيطر الاتحاد السوفييتي على الأراضي البولندية السابقة عند نهاية الحرب، وأصبح جزءًا من الحلفاء خلال الحرب العالمية الثانية. وبإصرار من جوزيف ستالين، أقر مؤتمر يالطا الذي عقد بعد الحرب العالمية الثانية في عام 1945 تشكيل حكومة ائتلافية مؤقتة جديدة مؤيدة للشيوعية في موسكو، والتي تجاهلت الحكومة البولندية في المنفى ومقرها لندن.